# Họ Rêu thật
Bryaceae là một họ của Ngành Rêu.
Bao gồm các chi:
- Acidodontium
- Anomobryum
- Brachymenium
- Bryum
- Leptostomopsis
- Mniobryoides
- Osculatia
- Perssonia
- Plagiobryum
- Ptychostomum
- Rhodobryum
- Roellia
- Rosulabryum